# St. Georg (Altenheerse)

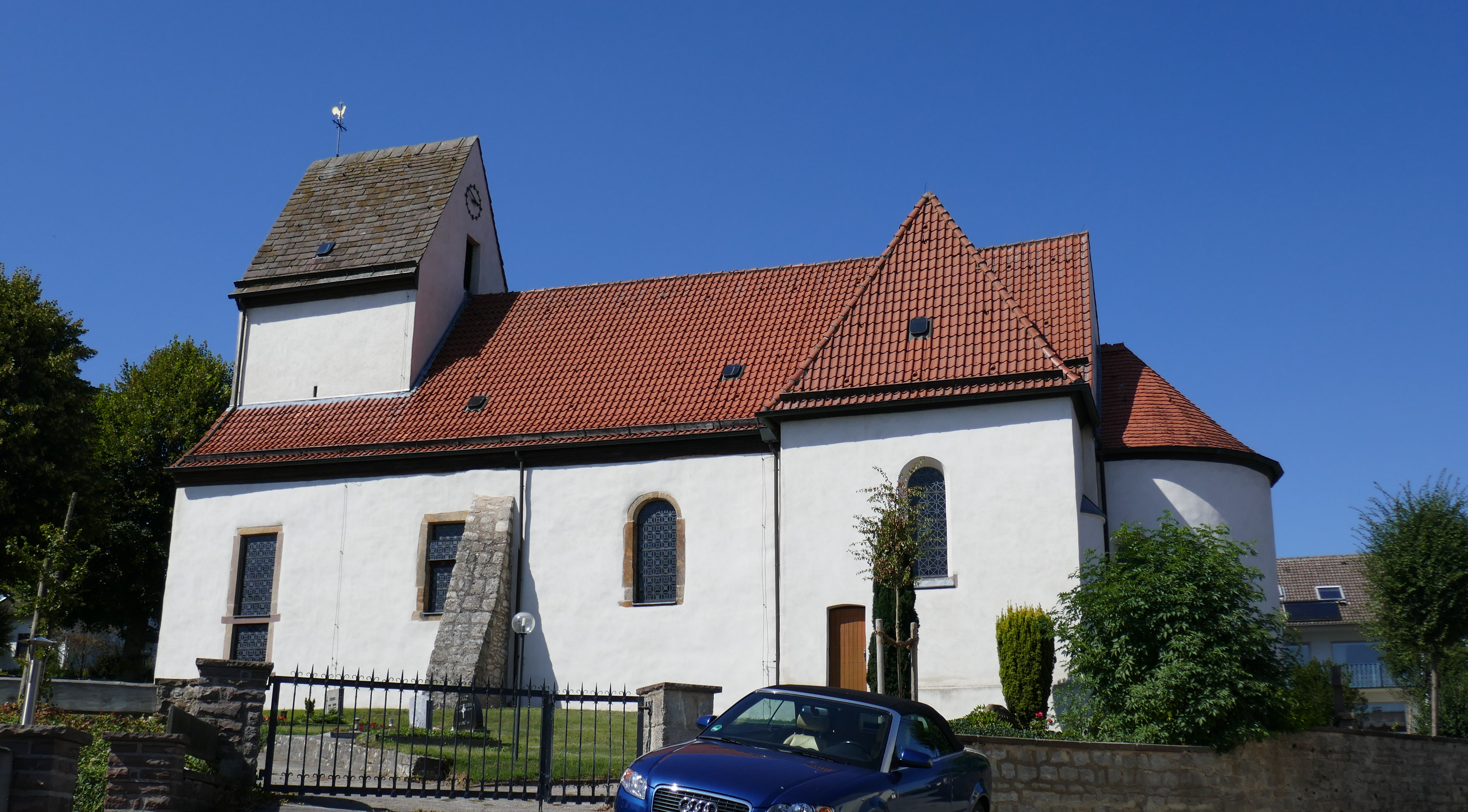
St. Georg

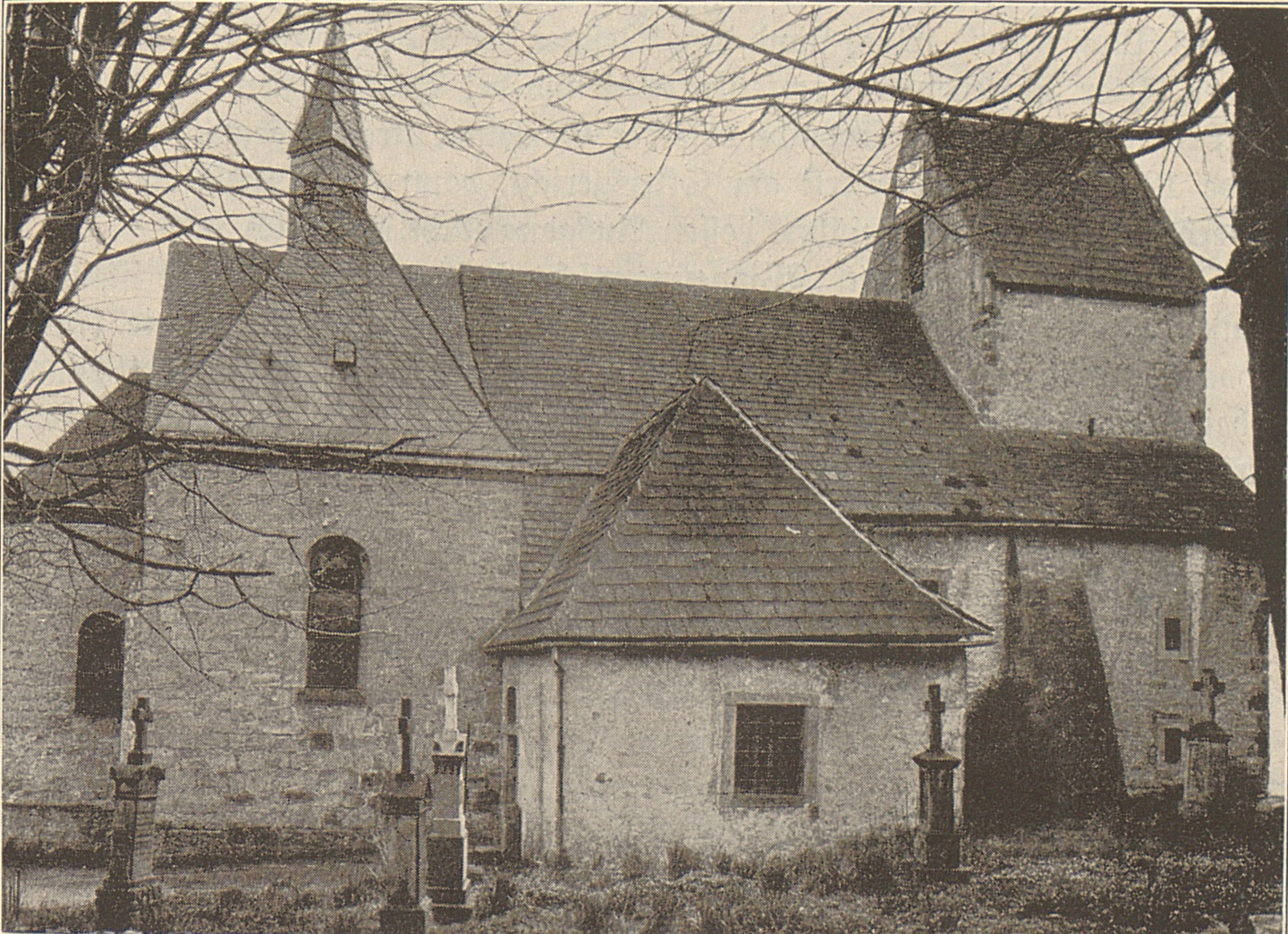
St. Georg um 1931

Die katholische Pfarrkirche St. Georg ist ein denkmalgeschütztes Gebäude in Altenheerse, einem Ortsteil der Stadt Willebadessen im Kreis Höxter, Regierungsbezirk Detmold in Nordrhein-Westfalen.

## Architektur
Die kleine romanische Saalkirche mit zwei Jochen ist in gedrückten Formen gewölbt. Der westliche Turm wurde mehrfach verändert, er ist mit einem Satteldach gedeckt. Die flachgedeckten Turmanbauten stammen von 1520. Die an der Nordseite gelegene Sakristei ist aus dem 17. Jahrhundert, der östliche Erweiterungsbau von 1896.

## Orgel
Die Orgel wurde 1978 von der Firma Orgelbau Simon aus Borgentreich erbaut. Das Schleifladen-Instrument hat elf Register auf zwei Manualen und Pedal. Die Spiel- und Registertrakturen sind mechanisch.
Die Disposition lautet wie folgt:
| I Hauptwerk C–g3 |            |       |
| 1.               | Rohrflöte  | 8′    |
| 2.               | Prinzipal  | 4′    |
| 3.               | Waldflöte  | 2′    |
| 4.               | Mixtur III | 1 ⁄3′ |

| II Positiv C–g3 |             |       |
| 5.              | Holzgedackt | 8′    |
| 6.              | Gemshorn    | 4′    |
| 7.              | Prinzipal   | 2′    |
| 8.              | Quinte      | 1 ⁄3′ |

| Pedal C–f1 |            |     |
| 9.         | Subbass    | 16′ |
| 10.        | Oktavflöte | 8′  |
| 11.        | Gemshorn   | 4′  |